# Eggersdorf (Gemeinde Karlstein)
Eggersdorf (früher auch Eckersdorf) ist eine Ortschaft und eine Katastralgemeinde der Gemeinde Karlstein an der Thaya im Bezirk Waidhofen an der Thaya in Niederösterreich mit 50 Einwohnern (Stand 1. Jänner 2024).

## Geografie
Das Dorf liegt unweit des Loibesbaches zwischen Speisendorf und Schlader. Durch den Ort führt die Landesstraße L8057. Am 1. April 2020 umfasste die Ortschaft 24 Adressen.

## Siedlungsentwicklung
Zum Jahreswechsel 1979/1980 befanden sich in der Katastralgemeinde Eggersdorf insgesamt 27 Bauflächen mit 13.680 m² und 36 Gärten auf 22.195 m², 1989/1990 gab es 29 Bauflächen. 1999/2000 war die Zahl der Bauflächen auf 43 angewachsen und 2009/2010 bestanden 45 Gebäude auf 103 Bauflächen. Zur ehemaligen Ortsgemeinde zählte auch der Ort Goschenreith und das Hafnerhäusl.

## Geschichte
Im Jahr 1822 wurde der Ort als Dorf mit 19 Häusern genannt, das nach Speisendorf eingepfarrt war, wohin auch die Kinder eingeschult wurden. Die Herrschaft Karlstein besaß die Ortsobrigkeit, übte die Landgerichtsbarkeit aus, besorgte die Konskription und verfügte äber sämtliche Untertanen und Grundholde.
Laut Adressbuch von Österreich waren im Jahr 1938 in der Ortsgemeinde Eggersdorf ein Gastwirt, ein Schuster und mehrere Landwirte ansässig. Im Rahmen der Niederösterreichischen Kommunalstrukturverbesserung trat die damalige Ortsgemeinde Eggersdorf per 1. Jänner 1967 der Gemeinde Karlstein an der Thaya bei.

## Bodennutzung
Die Katastralgemeinde ist landwirtschaftlich geprägt. 140 Hektar wurden zum Jahreswechsel 1979/1980 landwirtschaftlich genutzt und 20 Hektar waren forstwirtschaftlich geführte Waldflächen. 1999/2000 wurde auf 141 Hektar Landwirtschaft betrieben und 20 Hektar waren als forstwirtschaftlich genutzte Flächen ausgewiesen. Ende 2018 waren 136 Hektar als landwirtschaftliche Flächen genutzt und Forstwirtschaft wurde auf 21 Hektar betrieben. Die durchschnittliche Bodenklimazahl von Eggersdorf beträgt 38,9 (Stand 2010).